# سيكيلغايتا

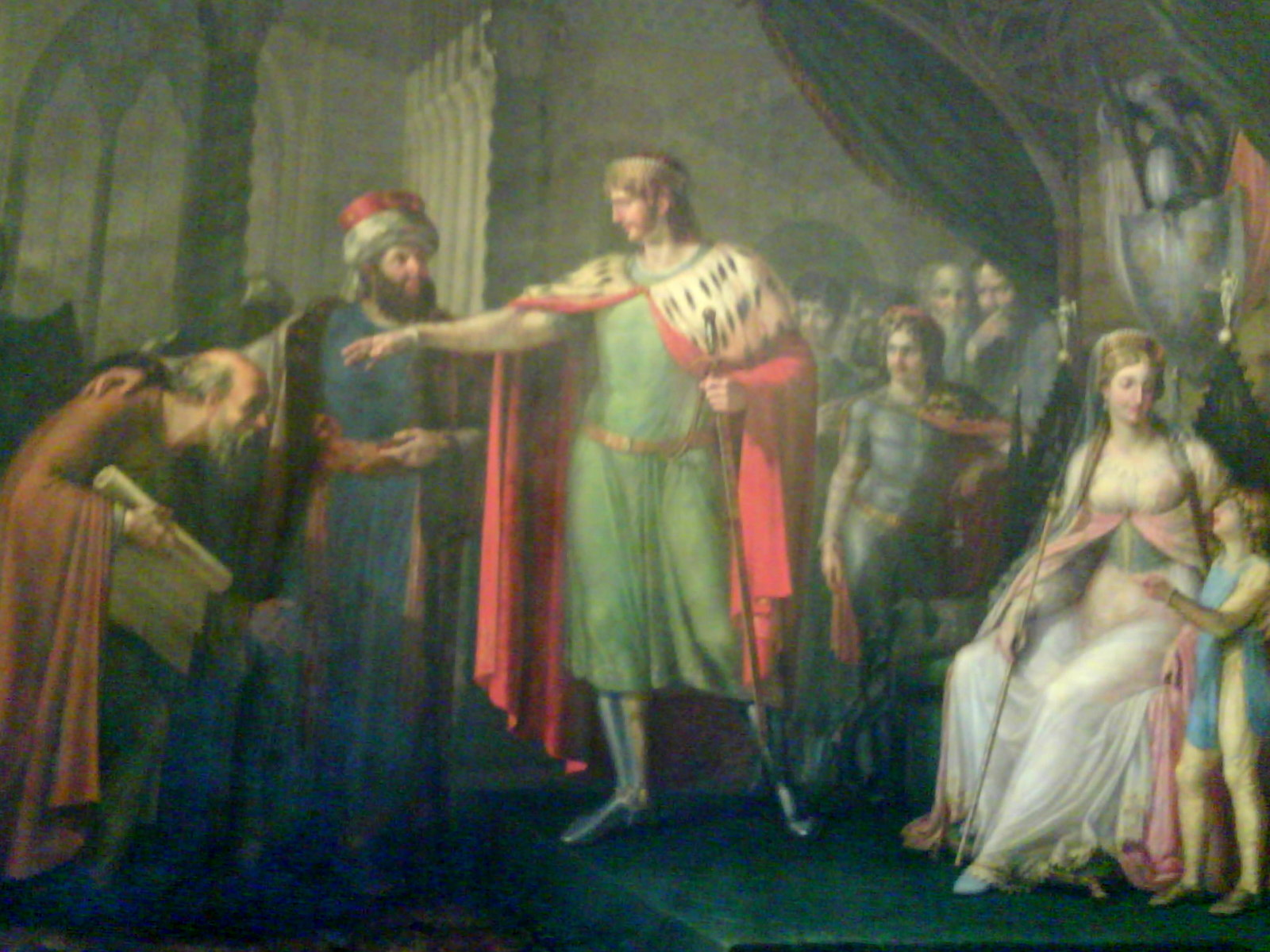
روبرت وعائلته

سيكيلغاتا (1040 - 16 أبريل 1090) كانت أميرة لومباردية وابنة غايمار الرابع من ساليرنو والزوجة الثانية لروبرت جيسكارد دوق بوليا.